# Condado de Sponheim
El condado de Sponheim (en alemán: Grafschaft Sponheim, también: Spanheim, Spanheym) fue un territorio independiente en el Sacro Imperio Romano Germánico que existió entre el siglo XI hasta principios del siglo XIX. El nombre proviene de la municipalidad de Sponheim, donde los condes tenían su residencia original.

## Geografía
El territorio estaba localizado, grosso modo, entre los ríos Rin, Mosela y Nahe en el presente estado federado alemán de Renania-Palatinado, en torno a la región de Hunsrück. Bordeaba con el Electorado de Tréveris al norte y al oeste, el Raugraviato, el Electorado de Maguncia y el Electorado del Palatinado al este y el Condado de Veldenz al sur y al oeste, entre otros Estados.

## Historia

### Principios
La familia de Sponheim, o Sapnheim, está documentada desde el siglo XI. Existen dos ramas principales que están con certeza relacionadas, pero cuya relación exacta aún está en debate. La rama de los Duques de Carintia desciende de Sigfrido I, Conde de Sponheim. La rama renana que retuvo el Condado de Sponheim desciende de Esteban I, Conde de Sponheim.
El condado originado de varias herencias que fueron unidas en manos de la familia, incluyendo posesiones de los Condados de Nellenburg y Stromberg y la jurisdicción de los Gaufraden de Trechirgau (dinastía Bertoldo-Bezelin). El cargo de conde supuestamente deriva del cargo condal de Trechirgau. La familia de Condes de Sponheim fundó el monasterio de Sponheim en el siglo XII, donde en el siglo XI ya se había construido una iglesia. Un abad de Sponheim, Johannes Trithemius, hizo la crónica de los condes de Sponheim y acumuló una larga colección de documentos de la historia de la región.

### Primeras divisiones, Condados anterior y posterior, siglos XIII a XV

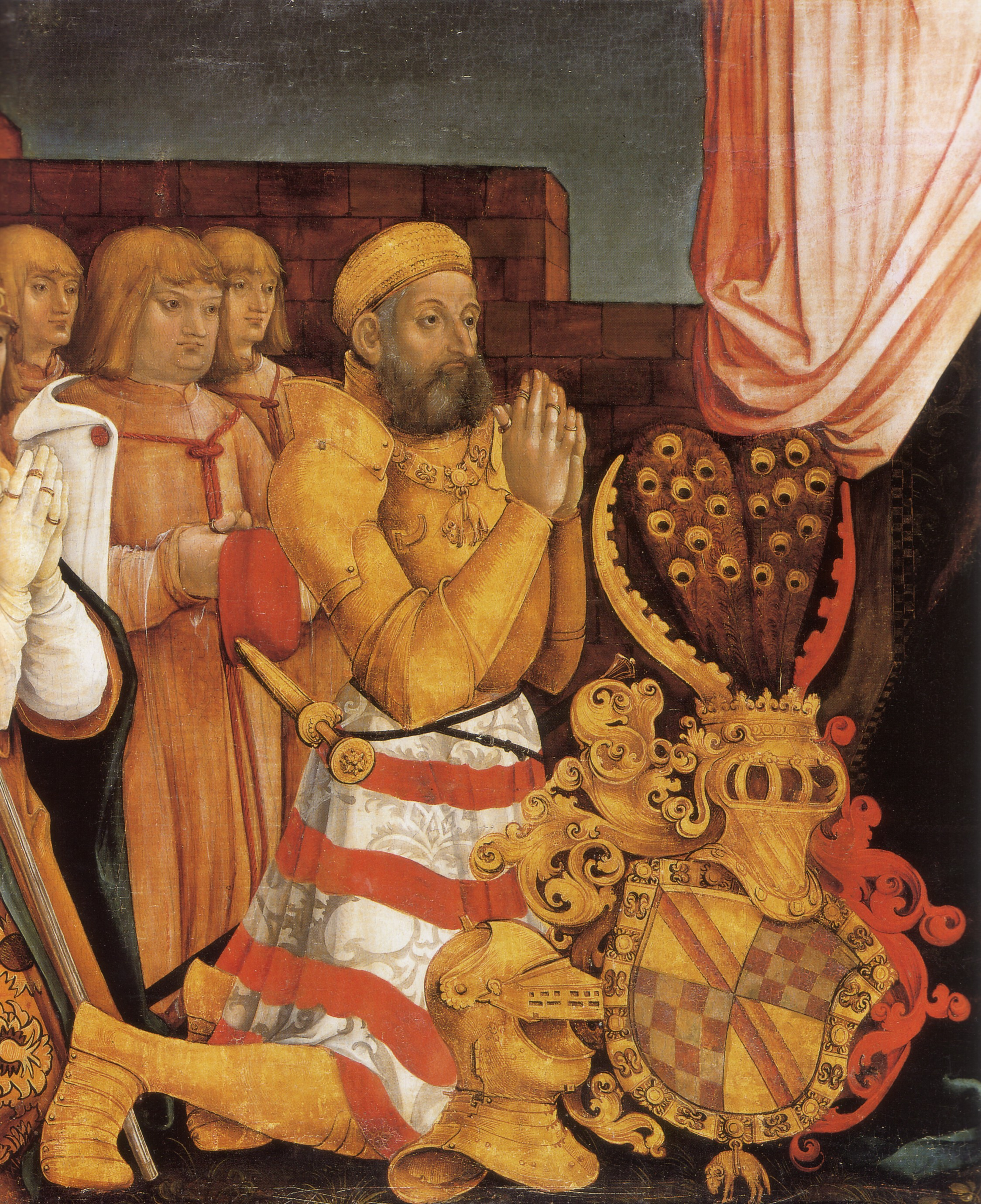
Cristóbal I, Margrave de Baden-Baden, gobernante entre 1475-1515.

Alrededor de 1225 el condado fue dividido en dos, con cada porción gobernado por una rama diferente de la Casa de Sponheim. La línea Sponheim-Starkenburg gobernó sobre el "Condado Posterior" con base en Starkenburg (Hintere Grafschaft Sponheim), y la línea de Sponheim-Kreuznach sobre el "Condado Anterior" con base en Kreuznach (Vordere Grafschaft Sponheim).
Esta primera partición tuvo lugar entre los hijos del Conde Godofredo III de Sponheim, quien murió en el extranjero mientras participaba en el Quinta Cruzada. Godofredo se había casado con Adelaida de Sayn, hermana del último Conde de Sayn Heinrich III. Su estado fue dividido entre sus tres hijos Johann I, Heinrich y Simón I. Simón, el hermano más joven, recibió el Condado Anterior de Sponheim y situó como su residencia el castillo de Kauzenburg cerca de Kreuznach. Heinrich se casó con la heredera de Heinsbert, recibió una porción de la herencia de Sayn y fundó la línea de Sponheim de los Señores de Heinsberg. Johann se convirtió en heredero de Sayn y del Condado Posterior de Sponheim, residiendo primero en el castillo de Starkenburg, y desde 1350 en el castillo de Grevenburg en Trarbach.
Los hijos de Johann I dividieron el Estado de su padre en 1265. Godofredo recibió el Condado de Sayn, cuyos herederos directos son hoy los Condes de Sayn-Wittgenstein. Heinrich I, Conde de Sponheim-Starkenburg se convirtió en heredero del Condado Posterior de Sponheim.
Ambos territorios fueron extensamente fortificados con los siglos, como evidencian la existencia de alrededor de 21 castillo o ruinas de castillos, muchos de los cuales aún pueden visitarse hoy en día. Las disputas con los vecinos Electorados de Maguncia y Tréveris eran comunes, dando nacimiento a leyendas en el suroccidental de Alemania como el cuento de Miguel Muerto. El Condado Posterior y el Condado Anterior no siempre estuvieron en buenos términos según su afiliación política. Durante la disputa entre los reyes alemanes Friedrich der Schöne y Luis el Bávaro el Condado Posterior apoyó a Luis, mientras que el Condado Anterior advocó por Friedrich. La victoria de Luis resultó en el fortalecimiento político del Sponheim Posterior. En torno a ese tiempo el Condado Anterior fue dividido administrativamente entre los hermanos Juan II de Sponheim-Kreuznach y Simón II de Sponheim-Kreuznach, en donde el bosque de Soonwald definía la frontera. El conde Walram de Sponheim-Kreuznach reunificó el Condado Anterior. Walram fue conocido como una activo líder militar involucrado en muchas acciones, incluyendo algunas inter-Sponheim.

### Segundas divisiones, regencia conjunta
En 1417 la línea Sponheim-Kreuznach se extinguió y la línea Sponheim-Starkenburg gobernó en solitario por unos 20 años sobre la mayor parte de todo el condado. La nieta del conde Walram se casó con Ruprecht Pipan, heredero del Electorado del Palatinado, quien murió de enfermedad después de volver de la Batalla de Nicópolis a la edad de 21 años. El matrimonio no tuvo hijos pero, sin embargo, una pequeña porción del Condado Anterior (menos de 1/5) fue concedido como dote a los Electores Palatinos. En 1437 la línea Sponheim-Starkenburg se extinguió en línea de sucesión masculina, y los condados fueron administrados conjuntamente como condominio por los herederos de la línea femenina desde entonces hasta el siglo XIX. Estos herederos legítimos, que tomaron el título de Conde de Sponheim (Graf zu Sponheim), fueron los Margraves de Baden, que descendían de Matilde de Sponheim, y de los Condes de Veldenz, que descendían de Loretta de Sponheim; tanto Matilde como Loreta eran hijas del Conde Johann III de Sponheim-Starkenburg. El Condado de Veldenz fue pronto heredado por una línea colateral de los Condes Palatinos del Rin a través de la unión de la heredera Ana de Veldenz con el Conde Palatino Esteban del Palatinado-Simmern-Zweibrücken. El gobierno del Condado Posterior de Sponheim fue así compartido entre Baden y la Palatinado-Simmern-Zweibrücken o Palatinado-Birkenfeld; el gobierno del Condado Anterior de Sponheim, grosso modo, entre Baden y el Electorado del Palatinado.

### Reforma
La Reforma fue instituida en el Condado de Sponheim en el año 1557, dirigida por Federico II, Conde Palatino de Simmern. El condado se convirtió en un importante territorio protestante, con exclaves en el Mosela como Enkirch, Trarbach o Winningen, bordeando como se ha dicho el católico Electorado de Tréveris. La guerra con los vecinos estados católicos tendría lugar intermitentemente a lo largo de los siglos, incluyendo notablemente la Guerra de los Treinta Años.

### Final del Condado
Después de las Guerras Napoleónicas, la mayor parte del condado se convirtió en parte de Prusia, y la región alrededor de Birkenfeld se convirtió en parte de Oldemburgo. Las dinastías gobernantes de Baden y Wittelsbach recibieron extensos territorios a cambio de la pérdida de Sponheim (véase la literatura referida a la "Controversia de Sponheim" entre Baden y Baviera).